# Nabyla Maan
Nabyla Maan (Fez, Marokko, 6 december 1987) is een Marokkaanse zangeres en singer-songwriter.
Maan komt uit een familie met Andalusische wortels. Ze studeerde muziek en compositie en nam in 2005 haar eerste album op met de titel D'nya. Hierop zingt zij in het Maghrebijns Arabisch, in Klassiek Arabisch en in het Frans. Op deze CD nam zij ook twee bewerkingen op van twee liederen van Nass El Ghiwane, namelijk Allah Ya Molana en Essiniya. Van dit album werden honderdduizenden exemplaren verkocht. Maan trad op in zowel Marokko als in Europa. Zij is veel te zien op de Marokkaanse televisie. Ze won een prijs voor de beste zangeres op de Internationale Vrouwendag. Op 19-jarige leeftijd was zij op dat moment de jongste Arabische en Afrikaanse artiest die ooit optrad in het Olympia in Parijs.
Maan mengt (Arabo-)Andalusische en Marokkaanse stijlen, zoals klassieke Andalusische muziek, de gharnati-stijl, malhoen en gnawa, met invloeden van jazz, flamenco, rock, klassieke muziek en wereldmuziek.
Maan schrijft en componeert songs samen met haar echtgenoot, componist en gitarist Tarik Hilal.
In 2009 kwam haar tweede album uit, Ya Tayr El Ali. Ook dit album bevat liederen in de drie genoemde talen. Zij nam daar ook een bewerking op van een lied van Edith Piaf, namelijk Padam Padam.... uit 1951.
In 2017 trad Maan in Nederland op, in het Muziekgebouw aan 't IJ. Zij werd daar begeleid door het Ahaddaf kwartet onder leiding van componist en oedspeler Mohamed Ahaddaf. In 2023 trad ze enkele keren in Nederland op met het Amsterdams Andalusisch Orkest.

## Privé
Maan is gehuwd met gitarist Tarik Hilal.

## Discografie
- 2005: D'nya
- 2009: Ter El Ali
- 2013: Aech hyatek (Vis ta vie)
- 2017: Dalalû Al-Andalûs
- 2017: Dos Medinas Blancas (met Carmen Paris)